# Велика золота медаль за дослідження
Велика золота медаль за дослідження (фр. Grande médaille d'or des explorations) — нагорода, яку  з 1829 року присуджує географічне товариство Франції дослідникам та мандрівникам, результати подорожей яких зробили значний внесок в збільшення та розширення географічних знань.

## Лауреати
| Рік  | Лауреати                                      | Причина нагородження                                                                  |
| ---- | --------------------------------------------- | ------------------------------------------------------------------------------------- |
| 2007 | Жан Распайл                                   | за сумарний вклад у науку                                                             |
| 2006 | Ерік Орсенна                                  | за книги: «Salut au Grand Sud» та «Voyages aux Pays du Coton»                         |
| 2005 | Жан-Марк Пінау                                | за подорож слідами Рене Кайє і його звіт «Sur les pas de René Caillié»                |
| 2004 | Жилль Елькайм                                 | за арктичної експедиції 2000—2004 років                                               |
| 2003 | Ніколас Гюлот                                 | за експедиції та телевізійні програми про них                                         |
| 2002 | Жан-Ів Емперер                                | за його археологічні відкриття в Єгипті (в тому числі в порту Александрії)            |
| 2001 | Ян Артюс-Бертран                              | за фотографічної роботи                                                               |
| 1999 | Жорж Перноуд                                  | за телесеріал Таласса                                                                 |
| 1998 | Патріс Франчески                              | за експедицію в Нову Гвінею                                                           |
| 1991 | Жан-Луї Етьєн                                 | за трансантарктичну експедицію                                                        |
| 1979 | Норбер Кастере                                | за Спелеологію                                                                        |
| 1977 | Жермен Дитерлен                               | за етнологію чорних народів (догони, мандінка та бамбара)                             |
| 1970 | Ніл Армстронг, Едвін Олдрін і Майкл Коллінз   | за першу посадку на Місяць                                                            |
| 1958 | Вівіан Фукс                                   | за першу трансантарктичну експедицію з перетином континенту                           |
| 1957 | Анри Лот                                      | за дослідження доісторичних наскельних фресок Тассілі, в пустелі Сахара               |
| 1955 | Джон Гант, Едмунд Гілларі та Тенцинґ Норгей   | за першість у підкоренні Евересту (8848 м)                                            |
| 1954 | Жорж Гоут і П'єр Вільм                        | за перше глибоководне занурення у Батискафі                                           |
| 1953 | Августин Ломбард                              | за навчальний підйом на Еверест                                                       |
| 1952 | Теодор Моно                                   | за експедиції та дослідження в Африці                                                 |
| 1950 | Французька експедиція в Гімалаї і Моріс Ерцог | за перше сходження на восьмитисячник (Аннапурна I, 8091 м)                            |
| 1939 | Олександр Райс                                | за його дослідження басейну Амазонки                                                  |
| 1933 | Жорж Марі Гаард і Луїс Аудоїн-Дубрейл         | за експедицію «Citroën» Центральною Азією, 1931—1932                                  |
| 1932 | Вікліфф Дрейпер                               | за експедицію «Ауг'єс-Дрейпер» (Південна Сахара), 1927—1928                           |
| 1929 | Ахмед Хассанейн і Хусейн Камалуддин-паша      | за дослідження східної Сахари                                                         |
| 1928 | Жак де-Рохан-Шабо                             | за розвідку в Анголі                                                                  |
| 1927 | Чарльз Ліндберг                               | за перший перетин Атлантики літаком                                                   |
| 1925 | Адрієн де Жерлаш                              | за Бельгійські антарктичні експедиції 1897—1899 та 1905—1909                          |
| 1924 | Бруно де-Лабор'є                              | за подорож з Камеруну в Каїр через озеро Чад та Лівійську пустелю                     |
| 1924 | Оле Олуфсен                                   | за подорож до Французької Сахари                                                      |
| 1923 | Розіта Форбс                                  | за дослідження оази Куфра                                                             |
| 1923 | Аурель Стейн                                  | за дослідження Центральної Азії                                                       |
| 1922 | Чарльз Гранвіль Брюс                          | за експедицію на Еверест 1922 року                                                    |
| 1922 | Чарльз Говард-Бері                            | за експедицію на Еверест 1921 року                                                    |
| 1918 | Жан Тілхо                                     | за експедицію до Центральної Африки                                                   |
| 1914 | Адмірал Роберт Пірі                           | за відкриття Північного полюса                                                        |
| 1913 | Руаль Амундсен                                | за першість досягнення Південного полюсу                                              |
| 1912 | Жан-Батист Шарко                              | за антарктичну експедицію                                                             |
| 1910 | Сер Ернест Шеклтон                            | за дослідження Антарктиди                                                             |
| 1907 | Роберт Еміль Буржуа                           | за геодезичну експедицію на екватор                                                   |
| 1904 | Свен Гедін                                    | за дослідження Центральної Азії, 1894—1902                                            |
| 1903 | Огюст Паві                                    | за дослідження Індокитаю, 1879—1895                                                   |
| 1902 | Капітан Пол-Жюль Джоалланд                    | за експедицію (Джоалланд-Меньє) в центральну Африку, 1899—1901                        |
| 1901 | Фернан Фуро                                   | за експедицію (Фуро-Ламі) через Сахару, 1898—1900                                     |
| 1900 | Жан-Батист Маршан                             | за експедицію Конго-Ніл, 1896—1899                                                    |
| 1899 | Еміль Жантиль                                 | за розвідку Африки, від Конго до Чаду, 1895—1898                                      |
| 1898 | Едуард Фоа                                    | за перетин Екваторіальної Африки, 1894—1897                                           |
| 1897 | Фрітьйоф Нансен                               | за перетин Арктичного моря, 1893—1896                                                 |
| 1896 | Анрі Орлеанський (1867—1901)                  | за подорож від Тонкінської затоки до Бомбейської затоки, 1895 рік                     |
| 1893 | Парфе-Луї Монтейль                            | за подорожі від Сенегалу до Триполі через Чад                                         |
| 1891 | Габріель Бонвалот                             | за подорож із Сибіру до Тонкіна через Тибет                                           |
| 1890 | Луї-Густав Бінгер                             | за дослідницьку подорож від Верхнього Нігеру до Гвінейської затоки                    |
| 1886 | Герменежилду Капелу                           | за подорож південною Африкою                                                          |
| 1884 | Альфонс Мілн-Едвардс                          | за підводне знімання та днопоглиблювальні роботи з кораблів «Травельєр» та «Талісман» |
| 1881 | Олександр-де-Серпа Пінто                      | за подорож по Африці                                                                  |
| 1880 | Адольф Ерік Норденшельд                       | за Північно-Східний прохід                                                            |
| 1879 | П'єр Саворньян де Бразза                      | за дослідження верхів'я Огове                                                         |
| 1878 | Генрі Мортон Стенлі                           | за подорожі екваторіальною Африкою                                                    |
| 1877 | Верні Ловетт Камерон                          | за подорожі екваторіальною Африкою                                                    |
| 1876 | Густав Нахтігаль                              | подорож центральною Африкою                                                           |
| 1872 | Альфред Грандідьє                             | за дослідження Мадагаскару                                                            |
| 1869 | Ернест Дудар де Лагре і Франсіс Гарньє        | за дослідження Індокитаю                                                              |
| 1867 | Семюель Вайт Бейкер                           | за вивчення екваторіальної Африки                                                     |
| 1864 | Анрі Дювер'є                                  | за дослідження Алжирської Сахари та туарегів                                          |
| 1861 | Ніколас де Ханікоф                            | за дослідження Великого Хорасану                                                      |
| 1860 | Річард Френсіс Бертон і Джон Геннінг Спік     | за дослідження Великих озер Східної Африки                                            |
| 1859 | Герман, Роберт і Адольф фон Шлагинтвейт       | за дослідження у Тибету та Туркестану                                                 |
| 1858 | Елайша Кент Кейн                              | за дослідження арктичних регіонів                                                     |
| 1857 | Девід Лівінгстон                              | за дослідження Південної Африки                                                       |
| 1856 | Генріх Барт                                   | за дослідження міста Тімбукту                                                         |
| 1855 | Роберт Мак-Клур                               | за відкриття Північно-Західного проходу                                               |
| 1850 | Антуан і Арно Мішель д'Аббаді                 | за дослідження Абісинії                                                               |
| 1847 | Людвіг Лейхгард                               | за дослідження Австралії.                                                             |
| 1847 | Рошет д'Ерікурт                               | за дослідження Чоа                                                                    |
| 1846 | Чарльз Тілстон Беке і Теофіл Лефебре          | за дослідження Абісинії (Беке повернув медаль)                                        |
| 1845 | Клод Ге                                       | за дослідження Чилі                                                                   |
| 1845 | П'єр Віктор Феррет і Джозеф Галіньє           | за дослідження Абісинії                                                               |
| 1844 | Ксав'є Гомюр де Гелл                          | за подорожі Каспійським морем                                                         |
| 1844 | Йозеф-Понс д'Арно                             | за дослідження витоків Білого Нілу                                                    |
| 1843 | Джеймс Кларк Росс                             | за його відкриття в антарктичних морях                                                |
| 1841 | Контр-адмірал Дюмон Дюрвіль                   | за дослідження Океанії та Антарктики                                                  |
| 1838 | Дюбуа де Монтпере                             | за дослідження регіонів Кавказу                                                       |
| 1837 | Капітан Джордж Бак                            | за дослідження канадської Арктики                                                     |
| 1836 | Капітан Каміль Калльє                         | за дослідження макрорегіону Схід (Середній Схід)                                      |
| 1835 | Алсид д'Орбіні                                | за дослідження Південної Америки                                                      |
| 1834 | Капітан Джон Росс                             | за дослідження морів Арктики                                                          |
| 1832 | Жан Батист Дувіл                              | за подорож до Конго в екваторіальній Африці                                           |
| 1830 | Рене Кайє та майор Александр Ленг             | за подорож в Тімбукту                                                                 |
| 1829 | Капітан Джон Франклін                         | за дослідження полярного регіону                                                      |